# Pretty Little Liars (4.ª temporada)
A quarta temporada de Pretty Little Liars, baseada na série de livros de mesmo nome por Sara Shepard, estreou em 11 de junho de 2013 nos Estados Unidos, transmitida através do canal de televisão pago ABC Family, e terminou 18 de março de 2014. Em 4 de outubro de 2012, a ABC Family renovou a série para uma quarta temporada, composta por 24 episódios. As filmagens da quarta temporada começaram em 14 de Março de 2013.
Em 23 de abril de 2014, estreou no Brasil, e terminou em 16 de setembro do mesmo ano. Diferente das demais temporadas que foram exibidas pelo canal Boomerang, esta foi exibida pelo canal de TV também pago, Glitz*.
A quarta temporada recebeu críticas positivas de vários críticos e teve em média 2.53 milhões de telespectadores por episódio, e atingiu um rating de 1.1. A estreia foi assistida por 2.97 milhões de telespectadores, enquanto o final foi visto por 3.12 milhões de telespectadores.

## Sinopse
Continua imediatamente após os eventos do final da terceira temporada, onde Spencer e Toby se passam por membros da Equipe A, e Aria, Emily, Hanna e Mona são resgatadas pela misteriosa Casaco Vermelho de um chalé em chamas. Como as meninas se esforçam para entender Casaco Vermelho e quais são os planos que ela possa ter para elas, Aria, Emily, Hanna e Spencer se voltam para uma nova aliada surpreendente, Mona, para ajudá-las a descobrir o que aconteceu naquela noite, o tempo todo tentando desencobrir quem ela é, afinal, Mona agora também é perseguida por "A". Mas quando um novo cadáver aparece em Rosewood, as meninas são atraídas para mais uma investigação de assassinato, o que leva os detetives acharem que há uma conexão com o desaparecimento de Alison, colocando assim uma nuvem de suspeita em torno delas, seus amigos e familiares, já que um novo "A" começa a expandir seu alvo.
Com "A" à espreita nas sombras e a verdade sobre Alison mais perto do que nunca, terminar o ensino médio nunca foi tão perigoso, então as mentirosas ficam mais ousadas em seu trabalho de detetive - e nas histórias que elas contam para encobrir seus segredos! O suspense continua a aumentar e relacionamentos são colocados em risco enquanto as meninas tentam descobrir se sua amiga está, na verdade, viva ou morta - e se ela está viva, será que Alison está apenas zombando delas ou buscando por ajuda?

## Elenco e personagens
| - Troian Bellisario como Spencer Hastings (24 episódios) - Ashley Benson como Hanna Marin (24 episódios) - Tyler Blackburn como Caleb Rivers (10 episódios)1 - Lucy Hale como Aria Montgomery (24 episódios) - Ian Harding como Ezra Fitz (20 episódios) - Shay Mitchell como Emily Fields (24 episódios) - Janel Parrish como Mona Vanderwaal (13 episódios) - Sasha Pieterse como Alison DiLaurentis (15 episódios) - Keegan Allen como Toby Cavanaugh (15 episódios) - Holly Marie Combs como Ella Montgomery (3 episódios) - Chad Lowe como Byron Montgomery (2 episódios) - Laura Leighton como Ashley Marin (13 episódios) - Lesley Fera como Veronica Hastings (10 episódios) - Andrea Parker como Jessica DiLaurentis (10 episódios) - Lindsey Shaw como Paige McCullers (10 episódios) - Sean Faris como Gabriel Holbrook (9 episódios) - Ryan Guzman como Jake (9 episódios) - Cody Christian como Mike Montgomery (7 episódios) - Luke Kleintank como Travis Hobbs (7 episódios) - Aeriél Miranda como Shana Fring (6 episódios) | - Nolan North como Peter Hastings (5 episódios) - Nia Peeples como Pam Fields (5 episódios) - Roma Maffia como Linda Tanner (4 episódios) - Larisa Oleynik como Maggie Cutler (4 episódios) - Torrey DeVitto como Melissa Hastings/Cisne Negro/Rainha de Copas (3 episódios) - Meg Foster como Carla Grunwald (3 episódios) - Vanessa Ray como CeCe Drake (3 episódios) - Eric Steinberg como Wayne Fields (3 episódios) - John O'Brien como Arthur Hackett (3 episódios) - Tammin Sursok como Jenna Marshall (2 episódios) - Nathaniel Buzolic como Dean Stavros (2 episódios) - Bryce Johnson como Darren Wilden/Rainha de Copas(2 episódios) - Roark Critchlow como Tom Marin (2 episódios) - Nick Tate como Louis Palmer (2 episódios) - Jed Rees como Hector Lime (2 episódios) - Wes Ramsey como Jesse Lindall (2 episódios) - Joseph Zinsman como Robert Vargas (2 episódios) - Wyatt Nash como Nigel Wright (2 episódios) | - Julian Morris como Wren Kingston (1 episódio) - Nicole Gale Anderson como Miranda Collins (1 episódio) - Brett Dier como Luke Matheson (1 episódio) - Elizabeth Whitson como Leah Matheson (1 episódio) - Mark Schroeder como Brendan McGowen (1 episódio) - Steve Talley como Zack (1 episódio) - Rumer Willis como Zoe (1 episódio) - Michael Grant como Connor (1 episódio) - Marcia Clark como Sidney Barnes (1 episódio) - Skyler Day como Claire (1 episódio) - Nicole L. Sullivan como Tina (1 episódio) - Michelle Hurd como Elizabeth Mainway (1 episódio) - Brandon Jones como Andrew Campbell (1 episódio) - Rose Abdoo como Sandy (1 episódio) - Nick Roux como Riley (1 episódio) - Jim Titus como Barry Maple (1 episódio) - Drew Van Acker como Jason DiLaurentis (1 episódio) - Brant Daugherty como Noel Kahn (1 episódio) - Ryan Merriman como Ian Thomas (1 episódio) |

- ↑Nota 1 : Tyler Blackburn é creditado como personagem regular na série até o episódio 14, do episódio 15 em diante ele não é mais creditado.

## Episódios
| No. na série | No. | Título                                                        | Diretor(s)       | Escritor(s)                                          | Exibição (US — BR)                             | Audiência (em milhões) |
| --- | --- | ------------------------------------------------------------- | ---------------- | ---------------------------------------------------- | ---------------------------------------------- | ---------------------- |
| 72 | 1   | "'A' is for A-l-i-v-e" "'A' é de Ainda Viva"                  | I. Marlene King  | I. Marlene King                                      | 11 de Junho de 2013 23 de Abril de 2014        | 2.97                   |
| As garotas estão desesperadas para descobrir quais os novos planos de “A” para elas, e então elas não tem escolha a não ser correr atrás de Mona procurando por respostas, já que agora ela também está sendo ameaçada. Aria está sofrendo por causa de seu término com Ezra e Emily começa a fazer planos para sua vida após o colegial. Enquanto isso, “A” prepara uma nova armadilha para Toby e o que estava no carro no episódio final da temporada passada é revelado, o que faz uma chocante descoberta percorrer Rosewood. |     |                                                               |                  |                                                      |                                                |                        |
| 73 | 2   | "Turn of the Shoe" "De Salto Alto"                            | Joanna Kerns     | Oliver Goldstick                                     | 18 de Junho de 2013 23 de Abril de 2014        | 2.92                   |
| "A" dá um passo drástico que leva a uma devastação de circunstâncias para Emily. A presença da Sra. Dilaurentis em Rosewood continua a irritar tudo em volta dela, especialmente quando ela dá um papagaio de família para Hanna, cuja fala dá a elas uma luz sobre um dos últimos dias de Alison. Cansada de se sentir indefesa contra "A", Aria decide aprender defesa pessoal e seu professor é realmente sexy. Enquanto isso, Toby compartilha um segredo de partir o coração com Spencer, e Hanna faz uma descoberta alarmante sobre sua mãe. Para complicar ainda mais, "A" quase mata Mona. |     |                                                               |                  |                                                      |                                                |                        |
| 74 | 3   | "Cat's Cradle" "Cama de Gato"                                 | Norman Buckley   | Joseph Dougherty                                     | 25 de Junho de 2013 30 de Abril de 2014        | 2.25                   |
| Hanna se preocupa se sua mãe está mantendo um segredo e está determinada a proteger ela a qualquer custo, o que leva ela a um encontro desconfortável com o Detetive Holbrook. Uma pista nas coisas de Alison leva as meninas a um assustador criador de máscaras, o que dá uma luz para Emily, e pode ter uma ligação com outro morador de Rosewood. Spencer e Toby continuam sua busca sobre o passado doloroso de Toby, e Melissa volta à Rosewood. Enquanto isso, "A" tem como alvo a mãe de Emily, levando Aria a um pedido desesperado para Ella. |     |                                                               |                  |                                                      |                                                |                        |
| 75 | 4   | "Face Time" "De Cara com a Verdade"                           | Norman Buckley   | Joseph Dougherty                                     | 2 de Julho de 2013 30 de Abril de 2014         | 2.16                   |
| A tenente Tanner chega á cidade, intensificando sua investigação sobre as Liars e sua possível conexão com a morte de Wilden. Hanna fica brava quando Caleb tenta ajudá-la devido a esta última crise, e tenta mudar o foco da investigação policial. E Toby encontra uma nova fonte de informação sobre a morte de sua mãe, mas essa fonte só o leva a mais perguntas. |     |                                                               |                  |                                                      |                                                |                        |
| 76 | 5   | "Gamma Zeta Die!" "Gamma Zeta Morra!"                         | Mick Garris      | Maya Goldsmith                                       | 7 de Julho de 2013 7 de Maio de 2014           | 2.30                   |
| Spencer e Emily fazem planos para visitar uma faculdade perto da cidade, porém elas possuem interesses bastante diferentes para a estadia no campus. O foco de Spencer é encontrar a aparente conexão de Ali com a escola, o que contradiz os medos reais de Emily a respeito de seus planos para depois da graduação. Enquanto isso, "A" ataca novamente, o que faz com que Aria e seu irmão Mike não concordem com o que é melhor para os pais. Ao mesmo tempo, Hanna fica cada vez mais agitada ao realizar uma nova e horrenda descoberta nos pertences da mãe, o que a leva a um movimento desesperado – com resultados desastrosos. |     |                                                               |                  |                                                      |                                                |                        |
| 77 | 6   | "Under the Gun" "Com a Arma na Cabeça"                        | Wendey Stanzler  | Lijah J. Barasz                                      | 16 de Julho de 2013 7 de Maio de 2014          | 2.35                   |
| Hanna tem que dar explicações para seus pais depois que a polícia a encontra com algo que ela não deveria ter. Mona conta um segredo de Spencer para as outras meninas – com intuito de provocar o grupo. Emily tenta ajudar Hanna, para mudar os planos de "A". E Aria ajuda um amigo de Mike, o que dá uma impressão errada sobre ela. Enquanto isso, Shana continua aparecendo em lugares estranhos. E a investigação de Spencer sobre o número misterioso que Ali ligava leva ela e Toby para Ravenswood. |     |                                                               |                  |                                                      |                                                |                        |
| 78 | 7   | "Crash and Burn, Girl!" "Invasão!"                            | Ron Lagomarsino  | Bryan M. Holdman                                     | 23 de Julho de 2013 14 de Maio de 2014         | 2.86                   |
| Caleb e Toby se juntam para investigar "A" e o que realmente aconteceu na noite do incêndio. Logo, eles encontram uma fonte capaz de apontar uma possível identidade da garota do Casaco Vermelho. Enquanto isso, Hanna luta para se comportar como se tudo estivesse normal e suas amigas não sabem como ajudá-la. Já Aria se preocupa com o comportamento de Mike como consequência de um incidente na escola, ao mesmo tempo em que Ezra tenta entender como se encaixa na vida da ex-namorada. Mais tarde, as garotas se mostram determinadas a encontrar um novo suspeito da morte de Wilden, porém suas táticas podem trazer consequências inesperadas. Para completar, o novo plano de "A" ameaça acabar com tudo que rodeia Hanna. |     |                                                               |                  |                                                      |                                                |                        |
| 79 | 8   | "The Guilty Girl's Handbook" "Manual da Garota Culpada"       | Janice Cooke     | Jan Oxenberg                                         | 30 de Julho de 2013 14 de Maio de 2014         | 2.31                   |
| Caleb tenta convencer Hanna de que Mona não é confiável, fazendo com que Mona prove sua lealdade da maneira mais inesperada. Mas talvez Hanna terá que pagar o preço pela liberdade de sua mãe, sendo convencida por Mona a "dizer a verdade" que é vista mais tarde pegando uma arma. Enquanto isso, a recente conspiração de "A" causa um dano com Emily e sua mãe, levando Emily a se reconectar com sua antiga chefe Zoe para procurar uma saída. Spencer retorna a um antigo refúgio para investigar novas provas relacionadas à Wilden e seus laços surpreendentes para outra morte misteriosa, e Aria conta com a ajuda de Jake para ajudá-la a compreender a nova atitude de Mike, deixando-os confusos sobre a natureza de seu relacionamento.                                                                                           |     |                                                               |                  |                                                      |                                                |                        |
| 80 | 9   | "Into the Deep" "Indo Afundo"                                 | Chad Lowe        | Jonell Lennon                                        | 6 de Agosto de 2013 21 de Maio de 2014         | 2.65                   |
| Paige faz uma festa surpresa de aniversário para Emily, que tem convidados mais surpreendentes ainda – Jenna e Shana. Mas as ações de "A" na festa leva ao maior choque de todos. Os atos de Mona dão para Hanna e sua mãe umas boas notícias, mas mandam Mona para um caminho familiar. E Ezra tem umas notícias sobre Maggie em relação a ela e Malcolm. Enquanto isso, Aria e Jake continuam a tentar definir sua relação confusa, e Emily se encontra com um treinador de natação para tentar salvar sua carreira de nadadora. |     |                                                               |                  |                                                      |                                                |                        |
| 81 | 10  | "The Mirror Has Three Faces" "O Espelho Tem Três Faces"       | Zetna Fuentes    | Maya Goldsmith                                       | 13 de Agosto de 2013 21 de Maio de 2014        | 2.39                   |
| Emily é surpreendida quando a Sra. DiLaurentis a oferece o antigo quarto de Ali para ela ficar enquanto sua casa nao termina de ser reformada, e ela passa a ser perturbada quando as garotas insistem que ela aceite a proposta da Sra. DiLaurentis. Hanna explode quando ela percebe que a fortuna de sua mãe tomou o pior rumo. Enquanto isso, Aria faz um esforço para envolver-se nos interesses de Jake e encontra-se com uma oportunidade de seguir uma pista de "A", e Spencer esta cada vez mais determinada a ajudar Toby a descobrir a verdade sobre a sua mãe. |     |                                                               |                  |                                                      |                                                |                        |
| 82 | 11  | "Bring Down the Hoe" "Dança pra Lá, Dança pra Cá"             | Melanie Mayron   | Oliver Goldstick & Francesca Rollins                 | 20 de Agosto de 2013 24 de Maio de 2014        | 2.26                   |
| Depois de descobrir evidências recentes que sugerem que "A" está escondido mais perto do que elas imaginam, as meninas intensificam a sua investigação sobre o suspeito mais recente. Hanna continua a desintegrar-se devido à sua infâmia recente como a filha de uma suspeita de assassinato. Para complicar as coisas, Hanna está sendo perseguida por um cara chamado Travis, até que ela descobre que ele está escondendo um segredo que pode mudar a sua vida. Enquanto isso, Toby continua a ser manipulado por "A", que o engana sobre a morte de sua mãe. Ezra tenta chegar mais perto de Aria para que ela o ajude a lidar com seus problemas recentes, logo quando ela se torna mais determinada a seguir em frente com Jake. Mais tarde as meninas vão a um baile com tema do faroeste, que se transforma em uma das armações de "A". |     |                                                               |                  |                                                      |                                                |                        |
| 83 | 12  | "Now You See Me, Now You Don't" "Agora Você Me Vê, Agora Não" | Norman Buckley   | I. Marlene King & Bryan M. Holdman                   | 27 de Agosto de 2013 1 de Junho de 2014        | 3.33                   |
| Um intrigante enigma de "A" faz com que as garotas voltem à Ravenswood, onde elas encontram alguns rostos familiares. Durante um show de mágica, uma delas participa de um ato de desaparecimento, deixando as outras três perguntando-se se isso não foi um truque de "A". Mas antes que elas possam sair de Ravenswood, elas fazem uma descoberta chocante que prova que tudo que elas acham que sabiam de "A" e do "Time A" pode estar errado. |     |                                                               |                  |                                                      |                                                |                        |
| 84 | 13  | "Grave New World" "Sombrio Novo Mundo"                        | Ron Lagomarsino  | Joseph Dougherty, Oliver Goldstick & I. Marlene King | 22 de Outubro de 2013 4 de Junho de 2014       | 3.18                   |
| Aria, Emily, Hanna e Spencer invadem a festa do dia dos fundadores de Ravenswood depois de descobrir uma pista que Alison pode estar viva. As meninas entram numa festa assustadora num cemitério para encontrar Alison antes que "A" encontre. Mas se Ali está mesmo viva, as meninas estão levando ela para "A" sem saber disso? Com Ezra a espreita nas sombras, "A" pode estar mais perto do que elas acham. Enquanto isso, Caleb chega em Ravenswood para ajudar as meninas e encontra sua alma gêmea Miranda, no caminho. |     |                                                               |                  |                                                      |                                                |                        |
| 85 | 14  | "Who's in the Box?" "O Que Tem no Caixão?"                    | Chad Lowe        | Joseph Dougherty                                     | 7 de Janeiro de 2014 4 de Junho de 2014        | 3.17                   |
| Sabendo que Alison está viva, Aria, Emily, Hanna e Spencer tem mais perguntas do que nunca. Tentando juntar as peças, Hanna tem a ideia de que se elas encontrarem quem realmente está no caixão de Alison, pode levar a muitas respostas. Mas enquanto as meninas procuram, Emily tem problemas para lidar como ela se sente com Alison viva. Enquanto isso, Caleb volta para Rosewood, e Ezra tem encontros secretos com Mona e Aria. |     |                                                               |                  |                                                      |                                                |                        |
| 86 | 15  | "Love ShAck, Baby" "Ninho do Amor, Querida"                   | Norman Buckley   | Lijah J. Barasz                                      | 14 de Janeiro de 2014 11 de Junho de 2014      | 2.39                   |
| Agora que Hanna compartilhou o segredo de que tem o diário de Ali com as meninas, elas esperam que isso dê uma luz para responder várias perguntas. Mas o diário, cheio de histórias, tem códigos que encobrem a verdade, e as meninas tentam decodificar cada uma suas histórias. Felizmente, quando elas passarem por isso elas descobrirão a verdade sobre Ali. Mas cada história é mais pessoal do que pensavam, e Aria, Emily, Hanna e Spencer vão mesmo admitir a verdade de cada história sobre elas? Enquanto isso, Spencer suspeita da última interação de seu pai com a Sra. DiLaurentis. |     |                                                               |                  |                                                      |                                                |                        |
| 87 | 16  | "Close Encounters" "Contatos Imediatos"                       | Arthur Anderson  | Jonell Lennon                                        | 21 de Janeiro de 2014 11 de Junho de 2014      | 2.63                   |
| Shana retorna a Rosewood para dizer a Emily que ela tem uma mensagem de Ali, mas será que Emily e as meninas podem confiar em Shana com tudo o que elas sabem sobre ela? E quando Shana diz que Ali quer encontrar com Emily – somente Emily – seria isso tudo parte de um plano de "A", ou Emily é realmente a favorita de Alison? Com Emily ficando mais esperançosa a cada minuto, Spencer está determinada a não deixar sua amiga se machucar. Enquanto isso, Aria e Hanna lidam com os problemas do coração. |     |                                                               |                  |                                                      |                                                |                        |
| 88 | 17  | "Bite Your Tongue" "Morda Sua Língua"                         | Arlene Sanford   | Oliver Goldstick & Maya Goldsmith                    | 28 de Janeiro de 2014 18 de Junho de 2014      | 2.49                   |
| O novo interesse de Hanna em livros sobre crime a ajuda com um plano para descobrir de quem é o corpo no túmulo de Alison. Enquanto Hanna está em sua caça, Spencer está trabalhando demais em decifrar as histórias no diário de Ali, o que ela espera que revele a identidade do homem misterioso de Alison. Mas com as duas meninas trabalhando nesse caminho, "A" vai deixá-las continuar na busca sem interferir? Enquanto isso, Aria fica chateada quando fica sabendo da nova amiga de Mike e o pai de Emily fica preocupado com o comportamento da filha. |     |                                                               |                  |                                                      |                                                |                        |
| 89 | 18  | "Hot for Teacher" "A Fim do Professor"                        | Tripp Reed       | Bryan M. Holdman                                     | 4 de Fevereiro de 2014 27 de Agosto de 2014    | 2.16                   |
| Com a possível revelação de Spencer sobre o "Cara da Bermuda", agora ela está determinada a provar a sua teoria antes de tudo – princpalmente porque isso pode devastar uma das meninas. Mas com muitas noites sem dormir por prescrição de medicamentos, Hanna começa a notar o estranho comportamento de Spencer. A detetive Hanna vai conseguir descobrir o segredo de Spencer antes que ela compartilhe isso com as meninas? Enquanto isso, Emily parece se comunicar com Alison através de Shana, e todas as mentiras de Aria parecem se virar para ela. |     |                                                               |                  |                                                      |                                                |                        |
| 90 | 19  | "Shadow Play" "Teatro de Sombras"                             | Joseph Dougherty | Joseph Dougherty                                     | 11 de Fevereiro de 2014 3 de Setembro de 2014  | 2.16                   |
| Várias noites sem dormir com ajuda de remédios prescritos começam a prejudicar Spencer enquanto ela caça por Ali a procura de respostas muito necessárias. Enquanto ela pensa sobre as novas informações, sua visão de mundo toma um rumo preto e branco. Agora teletransportada para o mundo de um filme noir de 1940, Spencer tenta encontrar as repostas que ela e suas amigas estão procurando desesperadamente. |     |                                                               |                  |                                                      |                                                |                        |
| 91 | 20  | "Free Fall" "Queda Livre"                                     | Melanie Mayron   | Maya Goldsmith                                       | 18 de Fevereiro de 2014 12 de Setembro de 2014 | 2.56                   |
| Spencer está determinada e é finalmente hora de contar pra Aria o que ela descobriu sobre Ezra, mas Emily e Hanna estão preocupadas com o que isso pode afetar a amiga. Acontece um deslize no plano quando Ezra conta para Aria sobre sua preocupação e suspeita sobre o problema de vício de Spencer. Agora que a credibilidade de Spencer está sendo questionada, as meninas poderão confiar no que ela contar sobre Ezra? E, isso poderia ser uma imaginação do cérebro cansado dela ou só uma jogada inteligente para Ezra cobrir seus rastros? |     |                                                               |                  |                                                      |                                                |                        |
| 92 | 21  | "She's Come Undone" "Ela Se Descontrolou"                     | Chad Lowe        | Jonell Lennon                                        | 25 de Fevereiro de 2014 15 de Setembro de 2014 | 2.17                   |
| Emily, Hanna e Spencer estão preocupadas com Aria como elas vêem sua amiga desmoronar após saber notícia chocante sobre Ezra. Sem saber o que é verdade ou em que confiar, Aria vai à procura de respostas, não querendo acreditar essa revelação para ser verdade. Embora preocupada com Aria, Spencer não está indo tão bem sozinha. Tentando provar para seus pais e Toby que ela pode largar o vício por conta própria, Spencer tem que ter cuidado, porque um passo em falso poderia mandá-la para a reabilitação. Mas pode Spencer realmente controlá-lo, ou será a sua curiosidade constante e rígida ser sua ruína? Enquanto isso, Paige se cansa com os segredos de Emily e está determinada a impedi-la. |     |                                                               |                  |                                                      |                                                |                        |
| 93 | 22  | "Cover for Me" "Me dê Cobertura"                              | Michael Grossman | Bryan M. Holdman                                     | 4 de Março de 2014 15 de Setembro de 2014      | 2.06                   |
| Emily toma sérias medidas investigativas pois ela procura respostas sobre Ezra e Mona. Depois de pesquisar tanto, Emily tenta fazer sentido da situação de partir o coração. Hanna, por outro lado, começa uma nova pesquisa após ser confrontada pelo Detetive Holbrook e a Tenente Tanner com uma possível nova liderança no caso de Alison. Enquanto isso, Spencer e Aria se apoiam em novos homens em suas vidas para se recuperar. |     |                                                               |                  |                                                      |                                                |                        |
| 94 | 23  | "Unbridled" "Desenfreadas"                                    | Oliver Goldstick | Oliver Goldstick & Maya Goldsmith                    | 11 de Março de 2014 16 de Setembro de 2014     | 1.95                   |
| Spencer está confusa sobre as memórias de seu verão perdido, Aria ainda está remendando o seu coração partido, Emily está se recuperando da traição de Paige e Hanna tenta sem sucesso voltar para a sua sinuca do namoro com o Travis. Mas como cada uma tenta lidar com seus problemas individuais, elas devem centrar a sua atenção sobre as suas suspeitas que rondam a Sra. DiLaurentis. Supondo-se que a Sra. D sabe mais sobre Ali e sobre a noite em que ela desapareceu, as meninas decidem ajudar em seu desfile beneficente de moda de noivas para terem acesso à casa DiLaurentis para procurar respostas. Enquanto isso, Ella e Jason voltam para Rosewood, e cada um escondendo algo. |     |                                                               |                  |                                                      |                                                |                        |
| 95 | 24  | "A Is for Answers" "A de Afinal"                              | I. Marlene King  | I. Marlene King                                      | 18 de Março de 2014 16 de Setembro de 2014     | 3.12                   |
| Depois de anos de dúvidas e mistérios que cercam a noite do desaparecimento de Alison, suas quatro melhores amigas se veem cara a cara com Ali e, finalmente, saberão o que realmente aconteceu com ela, naquela noite de Setembro. Agora, com seu novo conhecimento de segredos de longa data de Ali, pode Aria, Emily, Hanna e Spencer ajudar Alison a finalmente descobrir quem é "A"? |     |                                                               |                  |                                                      |                                                |                        |

## Especiais
| No. | Título                                                          | Narrador      | Exibido entre                             | Exibido entre                    | Exibição (US — BR)                        | Audência (em milhões) |
| --- | --------------------------------------------------------------- | ------------- | ----------------------------------------- | -------------------------------- | ----------------------------------------- | --------------------- |
| 1 | "A LiArs Guide to Rosewood" "O Guia das Maldosas para Rosewood" | Janel Parrish | "A dAngerous gAme" "'A' is for A-l-i-v-e" | "A de Afinal" "Fuga de New York" | 4 de Junho de 2013 17 de Setembro de 2014 | 1.13                  |
| Uma recapitulação especial resumindo as três temporadas anteriores de Pretty Little Liars, narrado por Janel Parrish como Mona Vanderwaal. |                                                                 |               |                                           |                                  |                                           |                       |